# Jungermannia microphylla
Jungermannia microphylla là một loài rêu tản trong họ Jungermanniaceae. Loài này được (C. Gao) G.C. Zhang miêu tả khoa học lần đầu tiên năm 1985.